# Charles-Clos Olsommer
Charles-Clos Olsommer, Charles-Léon né le 17 mars 1883 à Neuchâtel, décédé le 3 juin 1966 à Sierre, est un peintre suisse.

## Biographie
D'origine française, il est naturalisé à Neuchâtel en 1899, fils du photographe Louis ; il étudie la peinture à l'École d'art de La Chaux-de-Fonds de 1901 à 1902 avec le professeur Charles L'Eplattenier. Il fréquente ensuite la Kunstgewerbeschule de Munich (1902-1903) puis l'École des beaux-arts de Genève (1904-1905). Lors de l'un de ses nombreux voyages en Bulgarie, dans les Balkans, en Italie, en Allemagne et en France, il rencontre une Bulgare, très belle, du nom de Veska qui devient sa femme en 1907 et avec qui il a cinq enfants, Fridolin, Lor, Bojen, Claude et Carlo,.
Charles-Clos Olsommer vient s'établir en Valais, d'abord à Ardon puis de manière définitive, à Veyras en 1912, cadre idéal pour accomplir sa vocation artistique. Il y construit sa maison, celle-là même qui aujourd'hui est devenu le musée qui porte son nom. Le Valais, le peintre le connaît depuis 1899, quand il fait un séjour chez son oncle à Ardon. Il est alors saisi intérieurement par la lumière particulière de ce pays.
Charles-Clos se convertit au catholicisme en 1935 et en 1958, il reçoit la bourgeoisie d'honneur de la commune de Veyras. 
Peintre mystique et symbolique, Charles-Clos Olsommer a eu pour thème de prédilection le portrait puis les paysages naturalistes du Valais et, enfin, les paysages imaginaires ou fantastiques. Ses modèles sont surtout les membres de sa famille, sa mère, son père, son épouse Veska et ses enfants. Il a également peint des portraits des vieillards de la région, des nus et de nombreux autoportraits.

## Musée

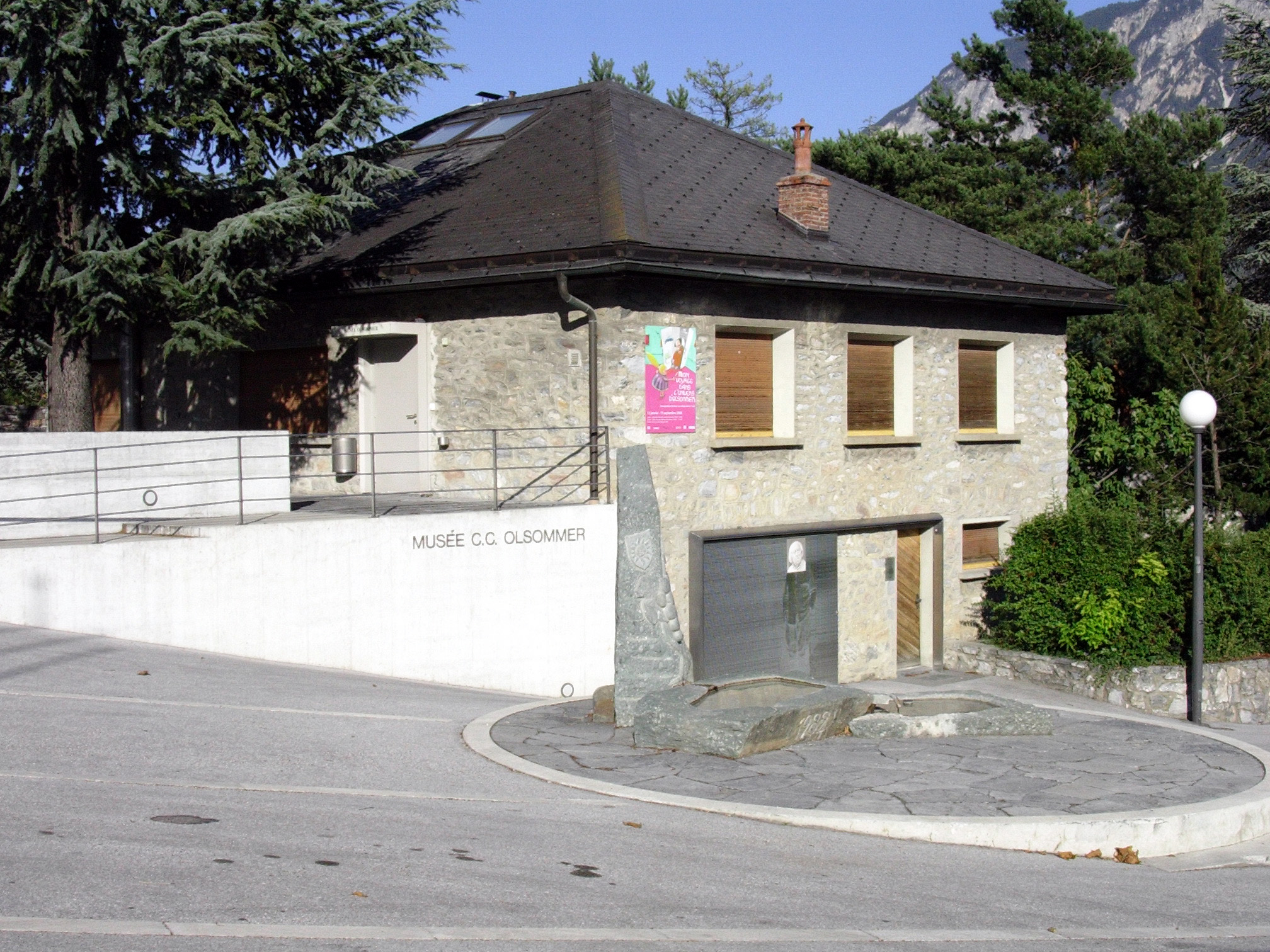
Veyras, le musée Olsommer

En 1968 déjà, Veska Olsommer avait émis le désir de consacrer un musée à l'œuvre de son mari. Une trentaine d'années plus tard, par une convention signée en 1989 avec la commune de Veyras, les enfants Lor et Claude Olsommer, cèdent à titre de donation, la maison du peintre ainsi qu'une centaine d'œuvres. En contrepartie, la commune s'engage à rénover et transformer la maison pour en faire un musée. Pour la gestion et l'animation de ce centre, une fondation a été créée en 1995.
Accès
- A9  Autoroute de Lausanne-Simplon, sortie Sierre-est.
- Direction Crans-Montana

## Quelques œuvres
- La Gardienne du seuil spirituel, 1911
- Portrait du solitaire, 1925
- Le Grand Livre, 1928
- Vieux Veyras
- Jeune fille au collier